# Joseph Davey Cunningham
Joseph Davy Cunningham, född den 9 juni 1812 i Skottland, död den 28 februari 1851 nära Umballa, var en brittisk militär och historiker. Han var son till Allan Cunningham och bror till Alexander Cunningham.
Cunningham kom 1834 ut till Indien och sändes 1837 av lord Auckland som biträdande politisk agent till sikhernas land, utförde en mängd viktiga politiska uppdrag vid nordvästgränsen och förvärvade sig därunder synnerligen ingående kännedom om sikhernas seder och bruk. Han deltog (som "politisk officer") i första sikhkriget (1845-1846), utnämndes 1845 till kapten och efter krigets slut till brittisk politisk agent i Bhopal. Där ägnade han sig åt historiska och arkeologiska studier, vilkas frukt blev hans berömda arbete History of the sikhs (1849), som länge ansågs som en obestridd auktoritet i detta ämne. På grund av att han i sin historia yppat en del detaljer om förhandlingar under kriget, vilka hans överordnade betraktade som regeringshemligheter, blev Cunningham 1850 återkallad från Bhopal. Bruten av den oförtjänta skymfen, avled han inom kort.